# Stazione di Ripabottoni-Sant’Elia
Stazione di Ripabottoni-Sant'Elia vasútállomás Olaszországban, Molise régióban, Ripabottoni településen.

## Vasútvonalak
Az állomást az alábbi vasútvonalak érintik:
- Termoli–Venafro-vasútvonal

## Kapcsolódó állomások
A vasútállomáshoz az alábbi állomások vannak a legközelebb: 
- Stazione di Bonefro-Santa Croce
- Stazione di Campolieto-Monacilioni